# Naturschutzgebiet Ermesbachtal
Das Naturschutzgebiet Ermesbachtal liegt im Gebiet der Stadt Monschau, nordwestlich von dessen Ortsteil Kalterherberg beim Gehöft Vennhof. Das Naturschutzgebiet umfasst den Bereich des Ermesbachtales von der belgisch-deutschen Grenze im Westen, bis zum Vennbahn Radwegs auf dem Damm der ehemaligen Vennbahntrasse und zur Landesstraße 106 kurz vor der Einmündung des Baches in die Rur. Es liegt im Natura-2000-Schutzgebiet Oberes Rurtal mit der Kennung DE-5403-304.

## Beschreibung
Im Quellgebiet sind hochmooratige Flächen zu finden. Starkes Gefälle, auch bei den Nebenbächen verleihen dem Bach an manchen Stellen kaskadenartigen Charakter. Auf die hohe Wasserqualität weisen typische Insektenlarven hin. An linken, seichte Talhang ist in Ufernähe ein lückiger Moorbirkenbestand, der Unterwuchs besteht aus Pfeifengras, Seggen, Binsen und reichlich Torfmoos, in trockeneren Bereichen Zwergsträucher und stellenweise Adlerfarn. Auf Lichtungen de Gehölzbestandes sind ausgedehnte brachliegende von Pfeifengras und Zwergsträuchern dominierte Heideflächen, auf nassen Untergrund binsenreiche Bestände mit Torfmoos, Glockenheide, Moorbeere und einem individuenreichen Moorlilienvorkommen. Die anstehenden Felsblöcke sind von Flechten und Moosen bewachsen. Im Unterlauf fließt der Bach durch Weideland. An trockenen Brachflächen dominiert Besenheide.

## Schutzzweck
Ziel ist die Erhaltung und Entwicklung folgender natürlicher Lebensräume: Fließgewässer mit Unterwasservegetation, Feuchte Heidegebiete mit Trockenheide, Europäische trockene Heiden, Borstgrasrasen im Mittelgebirge und Moorwälder.
Geschützt werden sollen die Lebensräume für viele nach der Roten Liste der gefährdete Pflanzen, Pilze und Tiere in NRW. Das Gebiet dient vorrangig der Erhaltung eines naturnahen Fließgewässerabschnitts als Lebensraum für bedrohte Pflanzen- und Tierarten und der Erhaltung und Entwicklung natürlicher Lebensräume gemäß Anhang I FFH-Richtlinie: Eisvogel, Schwarzspecht, Grauspecht, Beinbrech, Zweinervige Segge
Diese zu schützenden Biotoptypen sind in diesem Gebiet anzutreffen: Nass- und Feuchtgrünland, an der Oberfläche anstehende Felsen, Magerwiesen und Weiden, Borstgrasrasen, Moore, Sümpfe und Riede, Zwergstrauch-, Ginster- und Wacholderheiden.